# Jan Biskup
Jan Biskup (8. října 1919, Dubí – 5. března 2000) byl český fotbalový brankář.

## Fotbalová kariéra
V československé lize hrál za SK Kladno. Nastoupil ve 131 ligových utkáních. Začínal v roce 1933 v rodném Dubí, oklikou přes 1. ČsŠK Bratislava se pak v roce 1938 dostal do SK Kladno, kde v roce 1954 svoji kariéru i ukončil (tehdy již Baník Kladno).

## Ligová bilance
| Ročník                                     | Zápasy | Góly | Klub         |
| ------------------------------------------ | ------ | ---- | ------------ |
| Státní liga 1938/39                        | 11     | 0    | SK Kladno    |
| Národní liga 1939/40                       | -      | 0    | SK Kladno    |
| Národní liga 1940/41                       | -      | 0    | SK Kladno    |
| Národní liga 1941/42                       | -      | 0    | SK Kladno    |
| Národní liga 1942/43                       | -      | 0    | SK Kladno    |
| Národní liga 1943/44                       | -      | 0    | SK Kladno    |
| Státní liga 1945/46                        | -      | 0    | SK Kladno    |
| Státní liga 1946/47                        | 26     | 0    | SK Kladno    |
| Státní liga 1948                           | 13     | 0    | SK Kladno    |
| Celostátní československé mistrovství 1949 | -      | 0    | SONP Kladno  |
| Přebor československé republiky 1953       | -      | 0    | Baník Kladno |
| CELKEM                                     | 131    | 0    |              |